# Rivière Wessonneau Sud
Pour les articles homonymes, voir Wessonneau.
La rivière Wessonneau sud est un affluent de la rivière Wessonneau du Milieu. Ce cours d'eau coule vers le nord dans un secteur à l'ouest de la rivière Saint-Maurice, dans la ville de La Tuque, en Mauricie, au Québec, au Canada.
La foresterie a été la principale activité économique de ce secteur. Les activités récréo-touristiques ont été mis en valeur au XIXe siècle. La surface de l'eau est normalement gelée de novembre à avril ; néanmoins, la circulation sécuritaire sur la glace est habituellement de la mi-décembre à la fin mars.

## Géographie
Le bassin versant de la rivière Wessonneau sud est enclavé par le versant de la rivière Wessonneau, sauf au nord où il y a le versant de la rivière Wessonneau du Milieu.
La rivière Wessonneau sud prend sa source au lac de la Longue Vue (longueur de 1,6 km dans le sens nord-sud et d'une largeur maximale de 280 m) situé à 2,6 km au nord de la rivière Wessonneau, à 5,9 km au nord-est du Lac Normand et à 8,3 km au sud-ouest du lac Polette. Ce lac se décharge par le nord sur 150 m pour atteindre le lac aux Pièges (long de 620 m) que le courant traverse sur sa longueur.
Après un segment de 110 m, la rivière arrive au lac à l'Orage (long de 260 m) que le courant traverse. Puis, environ 50 m plus au nord, la rivière reçoit du côté ouest les eaux du lac Béluga, du lac du Carcajou, du lac de la Mouette et de 3 autres petits lacs. Puis 910 m plus au nord, le courant se déverse dans le lac à la Pluie (long de 1,3 km dans le sens nord-sud) ; le courant le traverse sur 1,2 km. Ce lac reçoit par le nord les eaux du lac Clairval.
L'embouchure du lac à la Pluie est située au nord-est au fond d'une baie qui s'allonge sur 300 m. À partir de cette embouchure, le courant s'oriente vers le nord sur 2,4 km, jusqu'à un petit ruisseau venant de l'ouest. Après un autre segment d'environ 680 m, la rivière recueille les eaux d'un ruisseau venant de l'ouest. Puis la rivière descend vers le nord sur 4,8 km jusqu'à son embouchure sur la rive sud de la rivière Wessonneau du Milieu.

## Toponymie
Le toponyme rivière Wessonneau était déjà en usage au XIXe siècle. L'origine du toponyme n'est pas encore établie. Néanmoins, Wesson s'avère un patronyme de famille d'origine anglophone. Ce terme se retrouve dans plusieurs noms de sociétés américaines, mettant en évidence le patronyme de famille d'un des fondateurs.
Le toponyme rivière Wessonneau a été inscrit officiellement le 5 décembre 1968 à la Banque des noms de lieux de la Commission de toponymie du Québec.